# Thymiaterion

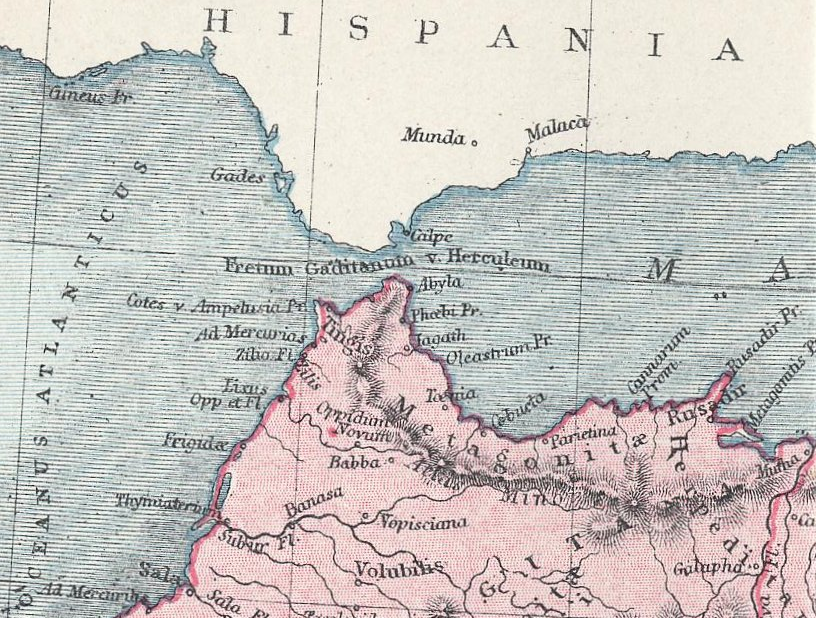
Mapa de la regió de l'estret de Gibraltar. Thymiaterion apareix al quadrant inferior esquerre.

Thymiaterion, Thumaterias o Thumaterion fou la primera colònia cartaginesa de la Mauritània, uns 40 km al sud-est de Lixus. Podria tractar-se de Marmora o de Larraix.